# Dreuzelkunde
Dreuzelkunde (Engels: Muggle Studies) is een schoolvak uit de Harry Potterboeken van J.K. Rowling.
Bij het vak Dreuzelkunde leert men alles wat men moet weten over Dreuzels (niet-magische mensen). Dit vak kan bij diverse toekomstige beroepen erg handig zijn. Het is een keuzevak vanaf het derde jaar. Men leert er vooral wat voor "rare" dingen Dreuzels allemaal hebben bedacht om het leven makkelijk te maken zonder tovenarij.

## Voorkomen in de boeken
In het derde jaar volgt Hermelien Griffel het vak met behulp van een Tijdverdrijver.
Voor Harry Potter naar Zweinstein ging, werd het vak gegeven door professor Krinkel die later Verweer tegen de Zwarte Kunsten gaf. De periode dat Harry op Zweinstein zat, werd het gegeven door professor Clothilde Bingel, die in het laatste boek vermoord wordt door Voldemort.
In het zevende boek wordt het vak gedurende één jaar gegeven door Alecto Kragge, een Dooddoener. Dat jaar wordt onder het bewind van schoolhoofd Sneep het vak tevens veranderd van keuzevak naar verplicht vak. Kragge gebruikt het vak om de anti-dreuzelpolitiek van Voldemort kracht bij te zetten; zo wordt het vak gebruikt om leerlingen te leren dat Dreuzels uitschot zijn die te allen tijde ondergeschikt zijn aan tovenaars.
Wie na Kragge Dreuzelkunde gaat doceren is verder onbekend.